# Turbonilla sumneri
Turbonilla sumneri är en snäckart som beskrevs av Bartsch 1909. Turbonilla sumneri ingår i släktet Turbonilla och familjen Pyramidellidae. Inga underarter finns listade i Catalogue of Life.